# 紐霍普 (佛羅里達州)
紐霍蘭（英語：New Hope）是位於美國佛羅里達州卡爾霍恩縣的一個非建制地區。該地的面積和人口皆未知。

## 地理
紐霍蘭的座標為30°34′41″N 85°48′34″W / 30.57806°N 85.80944°W，而該地的平均海拔高度為15米（即49英尺）。